# Iglesia de Santiago Apóstol (Teapa)
La iglesia de Santiago Apóstol es un templo católico que se localiza en la ciudad de Teapa, en el estado de Tabasco, México. Es uno de los templos católicos más antiguos del estado de Tabasco, ya que se construyó de 1715 a 1725. 
Actualmente esta iglesia está catalogada oficialmente por el Instituto Nacional de Antropología e Historia (INAH), como patrimonio histórico y cultural de la nación. 

## Historia
Los conquistadores españoles iniciaron sus incursiones en la región de lo que hoy es el municipio de Teapa desde 1522 cuando Gonzalo de Sandoval envió desde la villa de Espíritu Santo a Luis Marín al frente de un grupo de soldados para explorar y anexar a su dominios la región de la sierra que los españoles llamaron "Sierra de los zoques", y entregó en encomienda las comunidades de Teapa y Tecomajiaca a Bernal Díaz del Castillo. Más tarde, en 1530 Francisco de Montejo sería el encargado de consumar la conquista y pacificación de este territorio.
En el año de 1545 llegaron a Teapa y Tecomajiaca varios religiosos dominicos entre los que se encontraba fray Bartolomé de Las Casas, quienes durante varios días oficiaron misa en una pequeña construcción improvisada hecha de cetos y guano. Sin embargo, la catequización tardaría muchos años más en llegar.
Los frailes dominicos fueron los que se encargaron de la evangelización y catequización de los naturales de Teapa y Tecomajiaca luego de la fundación del convento de Oxolotán en Tacotalpa en 1633, desde donde atendían los pueblos cercanos y oficiaban misas periódicamente.
El templo de Santiago Apóstol, fue erigido por los frailes franciscanos, su construcción inició en 1715 y culminó en 1725, siendo el segundo templo erigido en la zona. Para su construcción los frailes utilizaron piedras que obtenían del río Teapa. Estas paredes serían demolidas por los garridístas en 1935. El techo inicialmente fue de guano, aunque tiempo después se le colocaron tejas de barro sostenidas con vigas de madera.
En el año de 1861, por iniciativa del Ayuntamiento de la ciudad encabezado por Prisciliano Bueltas, se le cambió el techo por uno de tejas de barro nuevas. En el año de 1896 se le instaló el reloj parroquial en medio de las dos torres. Y en 1902 se le colocó una reja de hierro para delimitar el atrio.
En el período de la Revolución mexicana en Tabasco, en el año de 1914, un grupo de soldados carrancistas quemó la imagen del Santo Patrono Santiago Apóstol. Y durante la campaña antirreligiosa emprendida por el exgobernador Tomás Garrido Canabal entre 1926 y 1934, sus seguidores quemaron y destruyeron las imágenes del templo, y demolieron parte de la estructura del cuerpo basilicar, quedando la iglesia abandonada y en ruinas. 
La reconstrucción de los daños sufridos por el edificio iniciaron en el año de 1937 concluyéndose en 1950, gracias a la formación de un Patronato que se encargó de reunir los fondos necesarios.

## Descripción del edificio

### Exterior
La fachada es de un solo cuerpo con acceso central, con acanalado horizontal, flanqueado por dos pares de columnas lisas de fueste abombado y capitel sencillo. Rematan la composición un cornisamiento sobrio y un frontón en medio de las dos torres y que en la parte superior luce el reloj parroquial y arriba de este, la inscripción: 1896.
Las torres-campanarios son de planta cuadrada, con cubiertas campaniformes y florones en las esquinas. Ambas torres cuentan con sus respectivas campanas. 
El cuerpo basilicar tiene forma de "T" y la techumbre es de bóvedas. Las paredes laterales son de concreto y cuentan con 5 grandes ventanales en forma de arco en la parte superior de cada lado.